# Leo-von-Klenze-Medaille
Die Leo-von-Klenze-Medaille ist eine seit 1996 von der Obersten Baubehörde im Bayerischen Staatsministerium des Innern für herausragende Leistungen in der Architektur, im Wohnungs- und Städtebau und im Ingenieurbau verliehene Auszeichnung.
Sie ist nach dem Architekten Leo von Klenze benannt. Die Medaille wurde von Friedrich Brenner entworfen. Sie zeigt auf der Vorderseite das Porträt Leo von Klenzes in Verbindung mit einem Schnitt durch die Befreiungshalle bei Kelheim. Auf der Rückseite trägt die Medaille ein florales Element und den Widmungstext.

## Preisträger
1996
- Kurt Ackermann
- Karlheinz Bauer
- Helmut Gebhard

1998
- Gerd Albers
- Josef Eisenmann
- Thomas Herzog

2001
- Fred Angerer
- Friedrich Nather
- Volker Staab

2005
- Alexander Freiherr von Branca
- Herbert Kupfer
- Ferdinand Stracke

2009
- Gert Albrecht
- Otto Meitinger
- Winfried Nerdinger
- Karljosef Schattner

2014
- Christiane Thalgott
- Fritz Auer
- Fritz Sailer
- Kurt Stephan

2018
- Gunter Henn
- Victor Schmitt
- Sophie Wolfrum

## Weblink
- Leo-von-Klenze-Medaille auf www.stmb.bayern.de